# Konzervacija novih umjetničkih medija

Konzervacija novih umjetničkih medija, vid je konzervacije umjetnina, usko vezan za praksu proučavanja i pronalaženja tehnika za očuvanje umjetničkih radova stvorenih pomoću digitalnih, bioloških i drugih raznolikih medija.
Kako umjetnici od 1960. nadalje sve više koriste razne medije, uključujući one digitalne i internet, konvencionalne strategije očuvanja ovih djela iscrpljene su i suviše ograničene, jer kako očuvati i prezentirati radove stvorene uz pomoć ili na temelju korištenja danas suveremenih medija. Dok brzo tehničko zastarijevanje predstavlja najočigledniji primjer ranjivosti spomenutih, proučavanje drugih aspekata koji prkose tradicionalnoj konzervaciji restauraciji, poput hibridnih, kontekstualnih ili kvaliteta žive izvedbe - uzrok su traženja novih strategija za očuvanje djela konceptualne umjetnosti, performansa, instalacija, video umjetnosti pa sve do u ograničenom obimu i slikarstva i skulpture.

## Povezanost s drugim vidovima čuvanja
Sveobuhvatni termin poput "varijabilnih medija", nam sugerira da je moguće i ovakove radove pojmiti nezavisno o materijalu i opremi koji su korišteni za izradu i izlaganje istih.

## Strategije očuvanja

### Pohrana
Prikupljanje i pohrana opreme, poput dvd uređaja i osobnih računala, korištenih za izradu i reprodukciju ovih djela predstavlja najbolju kratkoročnu taktiku, obzirom na brzo tehnološko zastarijevanje opreme i medija. Pohrana svoje slabe točke najviše pokazuje kod djela internet umjetnosti, performansa i žive elektronske glazbe.
Varijacije na temu pohrane:
- Osvježavanje

Periodičko presnimavanje na istovjetan nosioc.
- Restauracija

Čišćenje ili popravak postojećeg artefakta ili file-a, posebice kada se javi novija verzija koja nadmašuje ili nadomješta trenutačno raspoloživ izvornik.
- Umrežena pohrana

Pohrana na više hard diskova,"kloniranje".

### Prijenos na suvremeniji medij
Podrazumijeva prijenos na suvremeniji vid očuvanja zapisa, primjerice s VHS trake na DVD, ili danas Blue Ray, te USB memoriju. Može doći i do manjih promjena kvalitete zapisa no integritet izvornika ostaje očuvan.

### Emulacija
Označava proces simulacije starog, izvorno korištenog operativnog sustava, na novijoj softverskoj ili hardverskoj platformi. Kao i kod prijenosa na suvremeniji medij i ovdje je cilj održati djelo živim, iako je izvorni medij zastario, no emulacija čuva i izvorni kod djela računalne umjetnosti. Ova vrsta softvera je trenutačno dosta raznolika po pitanju stanja razvoja te efikasnosti.

#### Seeing Double: testiranje emulacije
Godine 2004, Guggenheim Museum, u suradnji s Daniel Langlois Foundation, održao je izložbu Seeing Double: Emulation in Theory and Practice kao pokušaj probe emulacije. Na izložbi su radovi izvedeni i postavljeni u izvornom obliku paralelno prikazani emulirani na novijim fizičkim medijima. Izložba je postavljena uz pomoć kompjutorskog istraživača specijalista za emulaciju, Jeff Rothenberg-a. Rothenberg je 1998. publicirao svoj rad "Avoiding Technological Quicksand: Finding a Viable Technical Foundation for Digital Preservation".

### Reinterpretacija
Ovo je ponajbolja, ali i najrizičnija strategija očuvanja djela umjetnosti novih medija, podrazumijeva da se djelo pri svakom novom izvođenju ponovo interpretira. Može zahtijevati i novo pisanje koda za novu platformu. Opasna tehnika, no često i jedina koju se može uporabiti pri rekreaciji izvedenog, instaliranog ili umreženog djela, kod kojeg se eventualno već pri stvaranju računalo na eventualne izmjene konteksta.

## Instrumenti očuvanja

### Upitnik o varijabilnim medijima
Jon Ippolito-a, kustos Muzeja Gugenheim, razvio je upitnik o varijabilnim medijima. Radi se o interaktivnom obrazcu, spojenom s većom bazom podataka, oblikovanom za bilježenje informacija o digitalnim, performerskim, ili drugim vrstama umjetničkih uradaka umjetnosti varijabilnih medija. Cilj je odrediti "što je to" i "što je potrebno" učiniti kod muzejskih akvizicija ove vrste. Upitnik pomaže umjetnicima i muzejskim radnicima u razumijevanju promijenjivih atributa ovakove umjetnosti, te kako na najbolji način ove promjene uključiti u buduću, eventualnu rekreaciju djela.
Zasnovan na pretpostavci da se neki aspekti logike umjetničkog djela ili njegove prezentacije mogu odrediti nezavisno od fizičkog konteksta i opreme koja se koristi za izlaganje, upitnik bilježi informacije o sljedećim ponašanjima ili o mediju nezavisnim aspektima, kao što su:
- Sadržano

Pokriva prevlake; nosioc/strukturu/mounting; okvir; prihvatljive površinske izmijene.
- Instalirano

Pokriva prostor; granice; pristup; rasvjetu; zvuk; sigurnost; osnovu/e; raspored elemenata; oprmu za izlaganje ili nepokretne elemente; arhitektoski postav; uoćljivost opreme.
- Izvedeno

Pokriva kostime, izvođače, scenu, broj izvođača, formet uputa, na što se iste odnose, dokumentacija o novim izvedbama, položaj publike, sinkronizaciju...
- Interaktivno

Pokriva odaziv korisnika; mehanizme suradnje, održavanje.
- Reproducirano

Pokriva međuodnos umjetnikovih izvornika, lociranje istih, status istih, prihvatljive proizvođače, prihvatljivost izložbene kopije, dozvolu za izradu iste, sudbinu izložbene kopije, odobrenje za kompresiju/digitalizaciju.
- Duplicirajuće

Pokriva inertne materijale, fizička određenja istih, autoriziraneizvođače i distributere, dupliciranje sukladno...; elektroska oprema i hardver, sudbina izvedbenih kopija.
- Kodirano

Pokriva rezoluciju ekrana, paletu boja, izvore vanjskih podataka, fontove, otvorenost koda.
- Umreženo

Pokriva izložbeni kontekst, vanjske izvore podataka, nestandardni protokol, model mreže, minimalni computing bandwith.

## Standardi

### Media Art Notation System (MANS)
Richard Rinehart, ravnatelj i kustos digitalnih medija pri Berkeley Art Museum/Pacific Film Archive napravio je MANS. Taj se sustav opisuje kao formalni notacijski sustav za medijsku umjetnost, i teži uključenju postojećih okvira čuvanja, kao i pripadajućeg vokabulara, trenutačno korištenog za dokumentiranje drugih u muzeju smještenih oblika umjetnosti.
Koristeći metaforu notnog zapisa kao oblika deklarativnog i konceptualnog zapisivanja glazbe, Rinehart uspoređuje medijsku umjetnost s glazbenom kompozicijom koja zadržava i održava svoj izvorni integritet bez obzira na različite instrumentacije i aranžmane, nad razvojnim vremenskim razdobljima, u tom smislu, rezultati se sami po sebi smatraju varijabilnim. Po Rinehart-u, medijska umjetnost ( u kojoj je logička informacija određena kao odvojena od fizičkog hardvera) je sposobna biti rezultatom zasnovanim na informacijama stečenim putem dokumenata poput Variable Media Questionnaire, te kao takva može biti realizirana na raznolikoj medijskoj opremi. 
Držeći se glazbene notacije, Media Art Notation System je izveden kao (jer i ima njegovu unutarnju strukturu ) interpretacija kompjuterskih programerskih jezika, primarno Digital Item Declaration Language (DIDL), vrste Extensible Markup Language (XML) koji dozvoljava veći, više granularne opise multi-komponentnih digitalnih objekata. MANS čine tri sloja; konceptualni model dokumentacije, preferirani izražajni format za model interpretacije DIDL XML-a i, ključni sloj, rezultat, zapis, koji služi kao zabilješka za kroz bazu podataka obradiv rad.
Željelo se da prepletanjem ideja deklarativnog i više proceduralnog jezika, MANS bude sposoban djelovati kao kičma umjetničkog djela, da bude sugestivan a ne odviše preskriptivan, u smislu načina na koji određuje i kasnije reinterpretira samo djelo.

## Povijest čuvanja novih medija

### Individulani doprinosi
Brojni su konzervatori djela suvremene umjetnosti dali svoj doprinos očuvanju djela umjetnosti novih medija:
- Carol Stringari iz muzeja Guggenheim u New Yorku

- Pip Laurenson iz Tate Gallery u Londonu

- Jill Sterret iz San Francisco Museum of Modern Art.

Kao voditelj odjela zbirki i konzervacije ovog muzeja, ona je lakomi sakupljač te konzervator djela suvremenih umjetnika. Također se posvetila i živoj suradnji između umjetnika, kustosa, tehničkih eksperata, matičara i konzervatora koji podupiru konzervatorsku praksu vezanu uz suvremenu umjetnost. 

### Organizacije
Koncept konzervacije varijabilnih medija razvijen je 1998., prvo kao stvaralačka strategija koju je J. Ippolito stvorio kroz kontradiktornu suradnju s umjetnicima Janet Cohen i Keith Frankom, te je iz toga kasnije nastala strategija za očuvanje ovih djela nazvana Variable Media Initiative, a koja je isprva primijenjena na ugrožena djela iz zbirke muzeja Gugenheim. Godine 2002. ovaj je muzej u suradnji s Daniel Langlois Foundation for Art, Science and Technology u Montrealu zasnovao Variable Media Network, usuglašen pokušaj razvijanja muzejskog standarda, odnosno najprimjerenije prakse za sakupljanje i očuvanje ovakovih umjetničkih djela.
Osim Stringari i Ippolito-a, u druge važne članove Variable Media Network-a Alain depocasa, ravnatelha centra za istraživanje i dokumentaciju pri Daniel Langlois Foundation;te Caitlin Jones.
U otprilike isto vrijeme istraživanja o mogućnostima očuvanja digital/media art-a vođena su i na zapadnoj obali SAD, gdje Richard Rinehart, ravnatelj Digital Media i kustos Digital Art-a u Berkeley Art Museum/Pacific Film Archive, publicira svoj važan rad na ovu temu, The Straw that Broke the Museum's Back? Collecting and Preserving Digitial/Media Art for the Next Century, godine 2000. Rinehart također utemeljuje Conceptual & Intermedia Arts Online (CIAO)   Arhivirana inačica izvorne stranice od 19. travnja 2007. (Wayback Machine) zajedno s Franklin Furnace, u New York-u bazirane organizacije koja podupire rad performance umjetnika, te dokumentira i brani rad istih, kao i 'ephemeranu' ili netradicionalnu umjetnost, koju vodi Martha Wilson.
Članovi Variable Media Network i CIAO udružili su snage s drugim sličnim organizacijama poput Rhizome.org, pri New York New Museum of Contemporary Art, za kolektivno usmjerene pothvate kakav je i Archiving the Avant Garde. Ta šira koalicija djeluje pod rubrikom Forging the Future  Arhivirana inačica izvorne stranice od 28. studenoga 2020. (Wayback Machine), te njome rukovodi Still Water lab u University of Maine, te nudi slobodne, open-source alate za new media preservation, uključujući i 3. generaciju Variable Media Questionnaire-a.
Timothy Murray 2002. godine osniva The Rose Goldsen Archive of New Media Art. Organizacija je nazvana po jednoj od prvih kritičarki komercijalizacije mas medija Profesorici Rose Goldsen s Cornell University-a. Arhiv prikuplja i čuva internacionalna umjetnička djela producirana na CD-Rom-u, DVD-Rom-u, te video art, digital art i internet art. Zbirka uključuje i pomoćne materijale - nepublicirane priručnike, kataloge, monografije, te opće preglede new media art-a. Daje se naglasak i na digital interface i umjetničke eksperimente nezavisnih nadnacionalno orijentiranih umjetnika. Zamišljena kao središnji eksperimentalni centar za istraživanja i kreativnost Goldsen Arhiva uključuje i materijale idividualnih umjetnika te suradnju na konceptulnim eksperimentima na međunarodnom planu.
Od drugih važnih inicijativa treba izdvojiti DOCAM, međunarodnu istraživačku alijansu posvećenu dokumenetiranju i konzervacviji media art-a, organiziranu od Daniel Langlois Foundation, te International Network for the Conservation of Contemporary Art (INCCA), koju pak podupire Nizozemski institut za kulturnu baštinu(ICN).

## Konzervacija novih umjetničkih medija u Hrvatskoj
U Hrvatskoj trenutačno djeluju 3 muzeja suvremene umjetnosti, i to u Zagrebu, Rijeci i Puli. Kako školovanja za ovu vrlo specifičnu grupu umjetnina kod nas nema, na konzervaciji ovih umjetnina rade u pravilu akademski slikari ili grafičari, kojih je dio završio i Specijalistički postdiplomski studij konzerviranja restauriranja u Ljubljani.

## Zakonska regulativa i zaštita prava konzervatora restauratora u Hrvatskoj
Ako izuzmemo opće zakonske akte rad konzervatorsko-restauratorske službe, pa i konzervatora restauratora metala u Hrvatskoj danas prije svega određuju sljedeći propisi
Za restauratore i restauratore tehničare koji rade u Hrvatskom restauratorskom zavodu,Hrvatskom državnom arhivu,Nacionalnoj i sveučilišnoj knjižnici,te samostalno,odnosno za restauratore i preparatore koji rade u muzejima:
- Pravilnik o stručnim zvanjima za obavljanje poslova na zaštiti i očuvanju kulturnih dobara te uvjetima i načinu njihova stjecanja (NN 104/19 na snazi od 8.11.2019.)

- Pravilnik o uvjetima za dobivanje dopuštenja za obavljanje poslova na zaštiti i očuvanju kulturnih dobara (NN 98/18)

Što se tiče zaštite prava konzervatora restauratora stanje je i dalje nezadovoljavajuće usprkos nekim pozitivnim stvarima koje donosi novi pravilnik, prije svega činjenice da su 
svi konzervatori restauratori konačno podvedeni pod jedan jedinstveni pravilnik, te konačnog reguliranja statusa školovanih restauratora. Posebno su ugrožena prava restauratora zaposlenih u muzejima.

## Vanjske poveznice
- BAM/PFA Archiving the Avant-Garde
- erpanet The Preservation of Digital-Born Art
- Preserving the Immaterial-A conference on variable media
- Seeing Double: Emulation in Theory and Practice
- DOCAM- Documentation and Conservation of the Media Arts Heritage / Documentation et Conservation du Patrimoine des Arts Médiatiques
- Media Art and Museums: Guidelines and Case Studies
- Variable Media Network -A resource from CHIN (Canadian Heritage Information Network)
- Digital art conservation project
- Seeing Double: Emulation in Theory and Practice
- "Avoiding Technological Quicksand: Finding a Viable Technical Foundation for Digital Preservation"